# Yann Ekra
Yann Ekra (1990. október 12.) elefántcsontparti labdarúgó, az amerikai Harrisburg City Islanders játékosa csatár poszton.

## Pályafutása

### Hull City AFC
Ekra két meccsen lépett pályára az Olympique Lyonnais tartalékai között, mielőtt a 2008/09-es szezon elején a Hull Cityhez igazolt volna. A csapat vezetői úgy döntöttek, hogy a szezon végéig kölcsönadják a görög Panióniosznak. Jól teljesített és visszatérése után nem sokkal közel került ahhoz, hogy bemutatkozzon az első csapatban. Egy Southend United elleni Ligakupa-meccsen bekerülhetett volna a keretbe, de végül nem így történt.

## Külső hivatkozások
- Yann Ekra adatlapja a Hull City honlapján

## Fordítás
- Ez a szócikk részben vagy egészben  a   Yann Ekra című angol Wikipédia-szócikk fordításán alapul.  Az eredeti cikk szerkesztőit annak laptörténete sorolja fel. Ez a jelzés csupán a megfogalmazás eredetét és a szerzői jogokat jelzi, nem szolgál a cikkben szereplő információk forrásmegjelöléseként.